# Eremo dei Cappuccini
L'eremo dei Cappuccini (già real eremo dei Cappuccini o ritiro di San Clemente) è una struttura storico-religiosa di Napoli; è situato nel parco della reggia di Capodimonte. Dal 1950 ospita l'ente privato "Opera della salute del Fanciullo".

## Storia
Fu costruito per volontà del re Ferdinando IV di Borbone tra il 1817-19, allora lontano dalla vita frenetica e rumorosa della capitale.
L'architettura del complesso è a forma di L e vi si entra tramite un portale con un portico caratterizzato da affreschi che raffigurano San Francesco d'Assisi che riceve le stigmate, di un artista ignoto. Il complesso racchiude anche l'antico dormitorio dei monaci, costituito da archi a sesto acuto.
La chiesa, che costituisce il cuore del complesso, è formata da una vasta navata e da un severo interno; in particolari occasioni, anche al popolo fu concesso di entrarvi.